# Genowefa Kostecka
Genowefa Kostecka (z domu Willmann) (ur. 13 października 1909 we Lwowie, zm. 2 maja 1990) – polska nauczycielka.

## Życiorys
W 1928 ukończyła Gimnazjum i Seminarium Nauczycielskie Sióstr Nazaretanek we Lwowie, rok później rozpoczęła pracę w szkole w Bukaczowcach. Następnie pracowała w szkołach powiatu rohatyńskiego m.in. w Bursztynie, gdzie po wybuchu II wojny światowej prowadziła tajne nauczanie. W lipcu 1943 została razem z mężem Leonem aresztowana i początkowo więziona we Lwowie w więzieniu na ul. Łąckiego, a następnie na Majdanku w Lublinie. W kwietniu 1944 po rozpoczęciu likwidacji obozu na Majdanku została przetransportowana do Ravensbrück, jej męża skierowano do Auschwitz-Birkenau, gdzie zginął 24 sierpnia 1944. Genowefa Kostecka była więziona do 25 kwietnia 1945. W ramach akcji Szwedzkiego Czerwonego Krzyża od 1 maja 1945 przebywała na kwarantannie w Malmö, a od 9 maja w Kristianstad. 12 października 1945 powróciła do Polski i zgłosiła się do pracy w kuratorium oświaty w Katowicach, początkowo pracowała w szkole podstawowej w Psarach, a od grudnia 1945 w Szkole Rolniczej w Iwierzycach. Po jej likwidacji w 1950 otrzymała przeniesienie do Zespołu Szkół Rolniczych w Trzcianie, gdzie pracowała jako nauczycielka i kierownik internatu. Zmarła 2 maja 1990, pochowana w grobie rodzinnym w Sędziszowie Małopolskim. 

## Odznaczenia
- Krzyż Kawalerski Orderu Odrodzenia Polski,
- Krzyż Oświęcimski.